# Rabi’at Musa
Rabi’at Musa (arab. ربيعة موسى) – wieś w Syrii, w muhafazie Idlib. W 2004 roku liczyła 22 mieszkańców.